# Баскетбол на летних Олимпийских играх 2008 (составы, мужчины)
В соревнованиях по баскетболу среди мужчин на летних Олимпийских играх 2008 приняли участие 12 команд по 12 человек.
Возраст и клубы игроков указаны на 10 августа 2008 года, когда начались соревнования.
Аббревиатура позиций и званий: РЗ — разыгрывающий защитник, АЗ — атакующий защитник, З — защитник, ЛФ — лёгкий форвард, ТФ — тяжёлый форвард, Ф — форвард, Ц — центровой, Ф/Ц — форвард-центр, к — капитан.

## Группа A

### Австралия
| Мужская сборная Австралии по баскетболу | Мужская сборная Австралии по баскетболу | Мужская сборная Австралии по баскетболу | Мужская сборная Австралии по баскетболу | Мужская сборная Австралии по баскетболу | Мужская сборная Австралии по баскетболу |
| Позиция                                 | №                                       | Имя                                     | Возраст и дата рождения                 | Рост                                    | Клуб                                    |
| --------------------------------------- | --------------------------------------- | --------------------------------------- | --------------------------------------- | --------------------------------------- | --------------------------------------- |
| Ц                                       | 4                                       | Крис Энсти                              | 33 — 1 января 1975                      | 2,13 м                                  | Мельбурн Тайгерс                        |
| РЗ                                      | 5                                       | Патрик Миллс                            | 19 — 11 августа 1988                    | 1,83 м                                  | Сент-Мэрис                              |
| Ц                                       | 6                                       | Эндрю Богут                             | 23 — 28 ноября 1984                     | 2,13 м                                  | Милуоки Бакс                            |
| АЗ                                      | 7                                       | Джо Инглс                               | 20 — 2 октября 1987                     | 2,03 м                                  | Саут Дрэгонс                            |
| АЗ                                      | 8                                       | Брэд Ньюли                              | 23 — 18 февраля 1985                    | 2,01 м                                  | Панеллиниос                             |
| З                                       | 9                                       | Сиджей Братон                           | 32 — 13 декабря 1975                    | 1,88 м                                  | Нью-Зиланд Брейкерс                     |
| Ф                                       | 10                                      | Дэвид Барлоу                            | 24 — 22 октября 1983                    | 2,06 м                                  | Мельбурн Тайгерс                        |
| ЛФ                                      | 11                                      | Марк Уортингтон                         | 25 — 8 июня 1983                        | 2,01 м                                  | Саут Дрэгонс                            |
| АЗ                                      | 12                                      | Глен Сэвилль                            | 32 — 17 января 1976                     | 1,96 м                                  | Вуллонгонг Хокс                         |
| Ф/Ц                                     | 13                                      | Дэвид Андерсен                          | 28 — 23 июня 1980                       | 2,11 м                                  | Барселона                               |
| Ф/Ц                                     | 14                                      | Мэтт Нильсен (к)                        | 30 — 3 февраля 1978                     | 2,08 м                                  | Летувос Ритас                           |
| Ф                                       | 15                                      | Шон Редхэйдж                            | 27 — 21 января 1981                     | 2,03 м                                  | Перт Уайлдкэтс                          |
| Главный тренер: Брайан Гуриджен         |                                         |                                         |                                         |                                         |                                         |

### Аргентина
| Мужская сборная Аргентины по баскетболу | Мужская сборная Аргентины по баскетболу | Мужская сборная Аргентины по баскетболу | Мужская сборная Аргентины по баскетболу | Мужская сборная Аргентины по баскетболу | Мужская сборная Аргентины по баскетболу |
| Позиция                                 | №                                       | Имя                                     | Возраст и дата рождения                 | Рост                                    | Клуб                                    |
| --------------------------------------- | --------------------------------------- | --------------------------------------- | --------------------------------------- | --------------------------------------- | --------------------------------------- |
| Ф/Ц                                     | 4                                       | Луис Скола (к)                          | 28 — 30 апреля 1980                     | 2,06 м                                  | Хьюстон Рокетс                          |
| АЗ                                      | 5                                       | Ману Жинобили                           | 31 — 28 июля 1977                       | 1,98 м                                  | Сан-Антонио Спёрс                       |
| Ц                                       | 6                                       | Роман Гонсалес                          | 30 — 28 января 1978                     | 2,11 м                                  | Пеньяроль                               |
| Ц                                       | 7                                       | Фабрисио Оберто                         | 33 — 21 марта 1975                      | 2,08 м                                  | Сан-Антонио Спёрс                       |
| РЗ                                      | 8                                       | Пабло Приджиони                         | 31 — 17 мая 1977                        | 1,93 м                                  | Таугрес                                 |
| РЗ                                      | 9                                       | Антонио Порта                           | 24 — 28 октября 1983                    | 1,93 м                                  | Спартак (Санкт-Петербург)               |
| АЗ                                      | 10                                      | Карлос Дельфино                         | 25 — 29 августа 1982                    | 2,01 м                                  | Химки                                   |
| РЗ                                      | 11                                      | Паоло Кинтерос                          | 29 — 15 января 1979                     | 1,88 м                                  | Сарагоса                                |
| ПФ                                      | 12                                      | Леонардо Гутьеррес                      | 30 — 16 мая 1978                        | 2,01 м                                  | Атенас                                  |
| ЛФ                                      | 13                                      | Андрес Носиони                          | 28 — 30 ноября 1979                     | 2,01 м                                  | Чикаго Буллз                            |
| Ц                                       | 14                                      | Хуан Педро Гутьеррес                    | 24 — 10 октября 1983                    | 2,06 м                                  | Гранада                                 |
| ЛФ                                      | 15                                      | Федерико Каммерикс                      | 28 — 21 июня 1980                       | 2,06 м                                  | Регатас                                 |
| Главный тренер: Серхио Эрнандес         |                                         |                                         |                                         |                                         |                                         |

### Иран
| Мужская сборная Ирана по баскетболу | Мужская сборная Ирана по баскетболу | Мужская сборная Ирана по баскетболу | Мужская сборная Ирана по баскетболу | Мужская сборная Ирана по баскетболу | Мужская сборная Ирана по баскетболу |
| Позиция                             | №                                   | Имя                                 | Возраст и дата рождения             | Рост                                | Клуб                                |
| ----------------------------------- | ----------------------------------- | ----------------------------------- | ----------------------------------- | ----------------------------------- | ----------------------------------- |
| Ф/Ц                                 | 4                                   | Али Дорахи                          | 23 — 20 сентября 1984               | 2,11 м                              | Петрочими                           |
| РЗ                                  | 5                                   | Амир Амини                          | 24 — 10 июня 1984                   | 1,91 м                              | Кавех                               |
| РЗ                                  | 6                                   | Джавад Давари                       | 25 — 25 апреля 1983                 | 1,85 м                              | Петрочими                           |
| РЗ                                  | 7                                   | Мехди Камрани                       | 26 — 1 июня 1982                    | 1,80 м                              | Махрам                              |
| АЗ                                  | 8                                   | Саид Даварпанах                     | 20 — 7 сентября 1987                | 1,91 м                              | Кавех                               |
| АЗ                                  | 9                                   | Иман Занди                          | 26 — 19 сентября 1981               | 1,88 м                              | БЕЕМ                                |
| АЗ                                  | 10                                  | Хамед Афах                          | 25 — 1 февраля 1983                 | 1,93 м                              | Саба Баттери                        |
| Ф/Ц                                 | 11                                  | Хамед Сохрабнеджад                  | 25 — 7 мая 1983                     | 2,06 м                              | Махрам                              |
| ТФ                                  | 12                                  | Ошин Сахакян                        | 22 — 21 марта 1986                  | 2,01 м                              | Зоб Ахан                            |
| Ц                                   | 13                                  | Муса Набипур                        | 24 — 14 августа 1983                | 2,11 м                              | Кавех                               |
| ЛФ                                  | 14                                  | Самад Никхах Бахрами (к)            | 25 — 11 мая 1983                    | 2,01 м                              | Махрам                              |
| Ц                                   | 15                                  | Хамед Хаддади                       | 23 — 19 мая 1985                    | 2,18 м                              | Саба Баттери                        |
| Главный тренер: Райко Тороман       |                                     |                                     |                                     |                                     |                                     |

### Литва
| Мужская сборная Литвы по баскетболу | Мужская сборная Литвы по баскетболу | Мужская сборная Литвы по баскетболу | Мужская сборная Литвы по баскетболу | Мужская сборная Литвы по баскетболу | Мужская сборная Литвы по баскетболу |
| Позиция                             | №                                   | Имя                                 | Возраст и дата рождения             | Рост                                | Клуб                                |
| ----------------------------------- | ----------------------------------- | ----------------------------------- | ----------------------------------- | ----------------------------------- | ----------------------------------- |
| РЗ                                  | 4                                   | Римантас Каукенас                   | 31 — 11 апреля 1977                 | 1,93 м                              | Сиена Монтепаски                    |
| АЗ                                  | 5                                   | Миндаугас Лукаускис                 | 29 — 19 мая 1979                    | 1,98 м                              | Летувос Ритас                       |
| ЛФ                                  | 6                                   | Йонас Мачюлис                       | 23 — 10 февраля 1985                | 2,01 м                              | Жальгирис                           |
| Ц                                   | 7                                   | Дариуш Лавринович                   | 28 — 1 ноября 1979                  | 2,11 м                              | УНИКС                               |
| АЗ                                  | 8                                   | Рамунас Шишкаускас (к)              | 29 — 10 сентября 1978               | 1,98 м                              | ЦСКА (Москва)                       |
| З                                   | 9                                   | Марюс Прякявичюс                    | 24 — 22 мая 1984                    | 1,96 м                              | Шяуляй                              |
| АЗ                                  | 10                                  | Симас Ясайтис                       | 26 — 26 марта 1982                  | 2,03 м                              | Ховентут                            |
| Ф                                   | 11                                  | Линас Клейза                        | 23 — 3 января 1985                  | 2,03 м                              | Денвер Наггетс                      |
| Ф/Ц                                 | 12                                  | Кшиштоф Лавринович                  | 28 — 1 ноября 1979                  | 2,11 м                              | Сиена Монтепаски                    |
| РЗ                                  | 13                                  | Шарунас Ясикявичюс                  | 32 — 5 марта 1976                   | 1,93 м                              | Панатинаикос                        |
| Ф/Ц                                 | 14                                  | Марийонас Пятравичюс                | 28 — 24 октября 1979                | 2,06 м                              | Летувос Ритас                       |
| Ц                                   | 15                                  | Робертас Явтокас                    | 28 — 20 марта 1980                  | 2,11 м                              | Динам (Москва)                      |
| Главный тренер: Рамунас Бутаутас    |                                     |                                     |                                     |                                     |                                     |

### Россия
| Мужская сборная России по баскетболу | Мужская сборная России по баскетболу | Мужская сборная России по баскетболу | Мужская сборная России по баскетболу | Мужская сборная России по баскетболу | Мужская сборная России по баскетболу |
| Позиция                              | №                                    | Имя                                  | Возраст и дата рождения              | Рост                                 | Клуб                                 |
| ------------------------------------ | ------------------------------------ | ------------------------------------ | ------------------------------------ | ------------------------------------ | ------------------------------------ |
| Ф                                    | 4                                    | Андрей Воронцевич                    | 21 — 17 июля 1987                    | 2,03 м                               | ЦСКА (Москва)                        |
| РЗ                                   | 5                                    | Джон Роберт Холден                   | 31 — 10 августа 1976                 | 1,85 м                               | ЦСКА (Москва)                        |
| З                                    | 6                                    | Сергей Быков                         | 25 — 26 февраля 1983                 | 1,91 м                               | Динамо (Москва)                      |
| Ф                                    | 7                                    | Андрей Кириленко (к)                 | 27 — 18 февраля 1981                 | 2,08 м                               | Юта Джаз                             |
| Ц                                    | 8                                    | Никита Моргунов                      | 33 — 29 июня 1975                    | 2,11 м                               | Локомотив-Ростов                     |
| РЗ                                   | 9                                    | Пётр Самойленко                      | 31 — 7 февраля 1977                  | 1,88 м                               | Динамо (Москва)                      |
| Ф                                    | 10                                   | Виктор Хряпа                         | 25 — 3 августа 1982                  | 2,06 м                               | ЦСКА (Москва)                        |
| АЗ                                   | 11                                   | Захар Пашутин                        | 34 — 3 мая 1974                      | 1,96 м                               | Спартак (Санкт-Петербург)            |
| ЛФ                                   | 12                                   | Сергей Моня                          | 25 — 15 апреля 1983                  | 2,03 м                               | Динамо (Москва)                      |
| АЗ                                   | 13                                   | Виталий Фридзон                      | 22 — 14 октября 1985                 | 1,96 м                               | Химки                                |
| Ц                                    | 14                                   | Алексей Саврасенко                   | 29 — 28 февраля 1979                 | 2,16 м                               | ЦСКА (Москва)                        |
| ЛФ                                   | 15                                   | Виктор Кейру                         | 24 — 31 января 1984                  | 2,01 м                               | ЦСКА (Москва)                        |
| Главный тренер: Дэвид Блатт          |                                      |                                      |                                      |                                      |                                      |

### Хорватия
| Мужская сборная Хорватии по баскетболу | Мужская сборная Хорватии по баскетболу | Мужская сборная Хорватии по баскетболу | Мужская сборная Хорватии по баскетболу | Мужская сборная Хорватии по баскетболу | Мужская сборная Хорватии по баскетболу |
| Позиция                                | №                                      | Имя                                    | Возраст и дата рождения                | Рост                                   | Клуб                                   |
| -------------------------------------- | -------------------------------------- | -------------------------------------- | -------------------------------------- | -------------------------------------- | -------------------------------------- |
| РЗ                                     | 4                                      | Роко Укич                              | 23 — 5 декабря 1984                    | 1,96 м                                 | Торонто Рэпторс                        |
| З                                      | 5                                      | Давор Кус                              | 30 — 21 июня 1978                      | 1,93 м                                 | Уникаха Малага                         |
| РЗ                                     | 6                                      | Марко Попович                          | 26 — 12 июня 1982                      | 1,85 м                                 | УНИКС                                  |
| ЛФ                                     | 7                                      | Марин Розич                            | 25 — 14 февраля 1983                   | 2,03 м                                 | Цибона                                 |
| Ф/Ц                                    | 8                                      | Никола Пркачин (к)                     | 32 — 15 ноября 1975                    | 2,08 м                                 | Цибона                                 |
| РЗ                                     | 9                                      | Марко Томас                            | 23 — 3 января 1985                     | 2,03 м                                 | Реал Мадрид                            |
| АЗ                                     | 10                                     | Зоран Планинич                         | 25 — 12 сентября 1982                  | 2,01 м                                 | ЦСКА (Москва)                          |
| Ц                                      | 11                                     | Сандро Ницевич                         | 32 — 16 июня 1976                      | 2,11 м                                 | Бешикташ                               |
| Ф                                      | 12                                     | Дамьян Рудеж                           | 22 — 17 июня 1986                      | 2,08 м                                 | Олимпия                                |
| ТФ                                     | 13                                     | Марко Банич                            | 23 — 31 августа 1984                   | 2,06 м                                 | Бильбао                                |
| ТФ                                     | 14                                     | Крешимир Лончар                        | 25 — 12 февраля 1983                   | 2,11 м                                 | Локомотив-Ростов                       |
| Ц                                      | 15                                     | Станко Барач                           | 21 — 13 августа 1986                   | 2,16 м                                 | Таугрес                                |
| Главный тренер: Ясмин Репеша           |                                        |                                        |                                        |                                        |                                        |

## Группа B

### Ангола
| Мужская сборная Анголы по баскетболу | Мужская сборная Анголы по баскетболу | Мужская сборная Анголы по баскетболу | Мужская сборная Анголы по баскетболу | Мужская сборная Анголы по баскетболу | Мужская сборная Анголы по баскетболу |
| Позиция                              | №                                    | Имя                                  | Возраст и дата рождения              | Рост                                 | Клуб                                 |
| ------------------------------------ | ------------------------------------ | ------------------------------------ | ------------------------------------ | ------------------------------------ | ------------------------------------ |
| ЛФ                                   | 4                                    | Олимпио Сиприано                     | 26— 9 апреля 1982                    | 1,93 м                               | Примейро де Агосто                   |
| З                                    | 5                                    | Армандо Коста                        | 25 — 3 июня 1983                     | 1,93 м                               | Петролеос Луганда                    |
| АЗ                                   | 6                                    | Карлос Мораис                        | 22 — 16 января 1985                  | 1,91 м                               | Петролеос Луганда                    |
| РЗ                                   | 7                                    | Милтон Баррос                        | 24 — 21 июня 1984                    | 1,85 м                               | Петролеос Луганда                    |
| З                                    | 8                                    | Луис Коста                           | 30 — 7 июня 1978                     | 1,93 м                               | Петролеос Луганда                    |
| З                                    | 9                                    | Владимир Жеронимо                    | 30 — 12 декабря 1977                 | 1,93 м                               | Примейро де Агосто                   |
| Ф/Ц                                  | 10                                   | Жуаким Гомес                         | 27 — 23 декабря 1980                 | 2,03 м                               | Примейро де Агосто                   |
| Ф                                    | 11                                   | Фелизардо Амбросио                   | 20 — 25 декабря 1987                 | 2,01 м                               | Примейро де Агосто                   |
| Ц                                    | 12                                   | Абедль Азиз Мосса                    | 28 — 8 апреля 1980                   | 2,03 м                               | Примейро де Агосто                   |
| АЗ                                   | 13                                   | Карлос Алмейда (к)                   | 31 — 24 сентября 1976                | 1,93 м                               | Примейро де Агосто                   |
| Ф                                    | 14                                   | Леонель Пауло                        | 22 — 30 апреля 1986                  | 1,98 м                               | Петролеос Луганда                    |
| Ф                                    | 15                                   | Эдуардо Мингас                       | 29 — 29 января 1979                  | 2,01 м                               | Петролеос Луганда                    |
| Главный тренер: Альберто Карвалью    |                                      |                                      |                                      |                                      |                                      |

### Германия
| Мужская сборная Германии по баскетболу | Мужская сборная Германии по баскетболу | Мужская сборная Германии по баскетболу | Мужская сборная Германии по баскетболу | Мужская сборная Германии по баскетболу | Мужская сборная Германии по баскетболу |
| Позиция                                | №                                      | Имя                                    | Возраст и дата рождения                | Рост                                   | Клуб                                   |
| -------------------------------------- | -------------------------------------- | -------------------------------------- | -------------------------------------- | -------------------------------------- | -------------------------------------- |
| Ф/Ц                                    | 4                                      | Тим Ольбрехт                           | 19 — 30 августа 1988                   | 2,11 м                                 | Брозе Баскет                           |
| ЛФ                                     | 5                                      | Филип Цвинер                           | 23 — 23 июля 1985                      | 2,01 м                                 | Альба                                  |
| ТФ                                     | 6                                      | Свен Шульце                            | 30 — 11 июля 1978                      | 2,08 м                                 | Олимпия Лариса                         |
| АЗ                                     | 7                                      | Роберт Гарретт                         | 31 — 18 марта 1977                     | 1,93 м                                 | Брозе Баскет                           |
| ЛФ                                     | 8                                      | Конрад Высоцки                         | 26 — 28 марта 1982                     | 2,03 м                                 | Франкфурт                              |
| З                                      | 9                                      | Штеффен Хаман                          | 27 — 14 июня 1981                      | 1,96 м                                 | Брозе Баскет                           |
| З                                      | 10                                     | Демонд Грин                            | 29 — 15 июня 1979                      | 1,85 м                                 | Брозе Баскет                           |
| РЗ                                     | 11                                     | Паскаль Роллер                         | 31 — 20 ноября 1976                    | 1,80 м                                 | Франкфурт                              |
| Ц                                      | 12                                     | Крис Каман                             | 26 — 28 апреля 1982                    | 2,13 м                                 | Лос-Анджелес Клипперс                  |
| Ц                                      | 13                                     | Патрик Фемерлинг                       | 33 — 4 марта 1975                      | 2,16 м                                 | Альба                                  |
| ТФ                                     | 14                                     | Дирк Новицки (к)                       | 30 — 19 июня 1978                      | 2,13 м                                 | Даллас Маверикс                        |
| Ф/Ц                                    | 15                                     | Ян Ягла                                | 27 — 25 июня 1981                      | 2,13 м                                 | Ховентут                               |
| Главный тренер: Дирк Бауерманн         |                                        |                                        |                                        |                                        |                                        |

### Греция
| Мужская сборная Греции по баскетболу | Мужская сборная Греции по баскетболу | Мужская сборная Греции по баскетболу | Мужская сборная Греции по баскетболу | Мужская сборная Греции по баскетболу | Мужская сборная Греции по баскетболу |
| Позиция                              | №                                    | Имя                                  | Возраст и дата рождения              | Рост                                 | Клуб                                 |
| ------------------------------------ | ------------------------------------ | ------------------------------------ | ------------------------------------ | ------------------------------------ | ------------------------------------ |
| РЗ                                   | 4                                    | Теодорос Папалукас (к)               | 31 — 8 мая 1977                      | 2,01 м                               | Олимпиакос                           |
| Ф/Ц                                  | 5                                    | Яннис Бурусис                        | 24 — 17 ноября 1983                  | 2,11 м                               | Олимпиакос                           |
| З                                    | 6                                    | Никос Зисис                          | 24 — 16 августа 1983                 | 1,96 м                               | ЦСКА (Москва)                        |
| З                                    | 7                                    | Василис Спанулис                     | 26 — 7 августа 1982                  | 1,93 м                               | Панатинаикос                         |
| Ф                                    | 8                                    | Панайотис Василопулос                | 24 — 8 февраля 1984                  | 2,03 м                               | Олимпиакос                           |
| ТФ                                   | 9                                    | Антонис Фоцис                        | 27 — 1 апреля 1981                   | 2,08 м                               | Панатинаикос                         |
| Ф                                    | 10                                   | Георгиос Принтезис                   | 23 — 22 февраля 1985                 | 2,06 м                               | Олимпиакос                           |
| Ц                                    | 11                                   | Андреас Глиниадакис                  | 26 — 26 августа 1981                 | 2,16 м                               | Марусси                              |
| Ф/Ц                                  | 12                                   | Костас Царцарис                      | 28 — 17 октября 1979                 | 2,08 м                               | Панатинаикос                         |
| РЗ                                   | 13                                   | Димитрис Диамантидис                 | 28 — 6 мая 1980                      | 1,96 м                               | Панатинаикос                         |
| Ц                                    | 14                                   | Софоклис Схорцанитис                 | 23 — 22 июня 1985                    | 2,08 м                               | Олимпиакос                           |
| АЗ                                   | 15                                   | Михалис Пелеканос                    | 27 — 25 мая 1981                     | 1,98 м                               | Олимпиакос                           |
| Главный тренер: Панайотис Яннакис    |                                      |                                      |                                      |                                      |                                      |

### Испания
| Мужская сборная Испании по баскетболу | Мужская сборная Испании по баскетболу | Мужская сборная Испании по баскетболу | Мужская сборная Испании по баскетболу | Мужская сборная Испании по баскетболу | Мужская сборная Испании по баскетболу |
| Позиция                               | №                                     | Имя                                   | Возраст и дата рождения               | Рост                                  | Клуб                                  |
| ------------------------------------- | ------------------------------------- | ------------------------------------- | ------------------------------------- | ------------------------------------- | ------------------------------------- |
| Ф/Ц                                   | 4                                     | Пау Газоль                            | 28 — 6 июня 1980                      | 2,16 м                                | Лос-Анджелес Лейкерс                  |
| АЗ                                    | 5                                     | Руди Фернандес                        | 23 — 4 апреля 1985                    | 1,98 м                                | Портленд Трэйл Блэйзерс               |
| РЗ                                    | 6                                     | Рики Рубио                            | 17 — 21 октября 1990                  | 1,93 м                                | Ховентут                              |
| З                                     | 7                                     | Хуан Карлос Наварро                   | 28 — 13 июня 1980                     | 1,93 м                                | Барселона                             |
| РЗ                                    | 8                                     | Хосе Мануэль Кальдерон                | 26 — 28 сентября 1981                 | 1,91 м                                | Торонто Рэпторс                       |
| Ф/Ц                                   | 9                                     | Фелипе Рейес                          | 28 — 16 марта 1980                    | 2,06 м                                | Реал Мадрид                           |
| ЛФ                                    | 10                                    | Карлос Хименес (к)                    | 32 — 10 февраля 1976                  | 2,06 м                                | Уникаха Малага                        |
| РЗ                                    | 11                                    | Рауль Лопес                           | 28 — 15 апреля 1980                   | 1,83 м                                | Реал Мадрид                           |
| АЗ                                    | 12                                    | Берни Родригес                        | 28 — 7 июня 1980                      | 1,98 м                                | Уникаха Малага                        |
| Ц                                     | 13                                    | Марк Газоль                           | 23 — 29 января 1985                   | 2,16 м                                | Мемфис Гриззлис                       |
| ЛФ                                    | 14                                    | Алекс Мумбру                          | 29 — 12 июня 1979                     | 2,03 м                                | Реал Мадрид                           |
| ТФ                                    | 15                                    | Хорхе Гарбахоса                       | 30 — 19 декабря 1977                  | 2,06 м                                | Химки                                 |
| Главный тренер: Аито Гарсия Ренесес   |                                       |                                       |                                       |                                       |                                       |

### Китай
| Мужская сборная Китая по баскетболу | Мужская сборная Китая по баскетболу | Мужская сборная Китая по баскетболу | Мужская сборная Китая по баскетболу | Мужская сборная Китая по баскетболу | Мужская сборная Китая по баскетболу |
| Позиция                             | №                                   | Имя                                 | Возраст и дата рождения             | Рост                                | Клуб                                |
| ----------------------------------- | ----------------------------------- | ----------------------------------- | ----------------------------------- | ----------------------------------- | ----------------------------------- |
| РЗ                                  | 4                                   | Чэнь Цзянхуа                        | 19— 12 марта 1989                   | 1,88 м                              | Гуандун Саузерн Тайгерс             |
| З                                   | 5                                   | Лю Вэй (к)                          | 28 — 15 января 1980                 | 1,91 м                              | Шанхай Шаркс                        |
| РЗ                                  | 6                                   | Чжан Цинпэн                         | 23 — 23 января 1985                 | 1,91 м                              | Ляонин Хантерс                      |
| АЗ                                  | 7                                   | Ван Шипэн                           | 25 — 6 апреля 1983                  | 1,98 м                              | Гуандун Саузерн Тайгерс             |
| ЛФ                                  | 8                                   | Чжу Фанъюй                          | 25 — 5 января 1983                  | 2,01 м                              | Гуандун Саузерн Тайгерс             |
| З                                   | 9                                   | Сунь Юэ                             | 22 — 6 ноября 1985                  | 2,06 м                              | Лос-Анджелес Лейкерс                |
| ЛФ                                  | 10                                  | Ли Нань                             | 31 — 25 сентября 1976               | 1,98 м                              | Баи Рокетс                          |
| Ф/Ц                                 | 11                                  | И Цзяньлянь                         | 20 — 27 октября 1987                | 2,13 м                              | Нью-Джерси Нетс                     |
| ЛФ                                  | 12                                  | Ван Лэй                             | 21 — 12 августа 1986                | 2,01 м                              | Баи Рокетс                          |
| Ц                                   | 13                                  | Яо Мин                              | 27 — 12 сентября 1980               | 2,29 м                              | Хьюстон Рокетс                      |
| Ц                                   | 14                                  | Ван Чжичжи                          | 29 — 8 июля 1979                    | 2,16 м                              | Баи Рокетс                          |
| Ф                                   | 15                                  | Ду Фэн                              | 27 — 30 июля 1981                   | 2,06 м                              | Гуандун Саузерн Тайгерс             |
| Главный тренер: Йонас Казлаускас    |                                     |                                     |                                     |                                     |                                     |

### США
| Мужская сборная США по баскетболу | Мужская сборная США по баскетболу | Мужская сборная США по баскетболу | Мужская сборная США по баскетболу | Мужская сборная США по баскетболу | Мужская сборная США по баскетболу |
| Позиция                           | №                                 | Имя                               | Возраст и дата рождения           | Рост                              | Клуб                              |
| --------------------------------- | --------------------------------- | --------------------------------- | --------------------------------- | --------------------------------- | --------------------------------- |
| Ф/Ц                               | 4                                 | Карлос Бузер                      | 26 — 20 ноября 1981               | 2,06 м                            | Юта Джаз                          |
| РЗ                                | 5                                 | Джейсон Кидд (к)                  | 35 — 23 марта 1973                | 1,93 м                            | Даллас Маверикс                   |
| ЛФ                                | 6                                 | Леброн Джеймс                     | 23 — 30 декабря 1984              | 2,03 м                            | Кливленд Кавальерс                |
| РЗ                                | 7                                 | Дерон Уильямс                     | 24 — 24 марта 1984                | 1,91 м                            | Юта Джаз                          |
| АЗ                                | 8                                 | Майкл Редд                        | 28 — 24 августа 1979              | 1,98 м                            | Милуоки Бакс                      |
| АЗ                                | 9                                 | Дуэйн Уэйд                        | 26 — 17 января 1982               | 1,93 м                            | Майами Хит                        |
| АЗ                                | 10                                | Коби Брайант                      | 29 — 23 августа 1978              | 1,98 м                            | Лос-Анджелес Лэйкерс              |
| Ф/Ц                               | 11                                | Дуайт Ховард                      | 22 — 8 декабря 1985               | 2,11 м                            | Орландо Мэджик                    |
| Ф/Ц                               | 12                                | Крис Бош                          | 24 — 24 марта 1984                | 2,08 м                            | Торонто Рэпторс                   |
| РЗ                                | 13                                | Крис Пол                          | 23 — 6 мая 1985                   | 1,83 м                            | Нью-Орлеан Хорнетс                |
| ЛФ                                | 14                                | Тэйшон Принс                      | 28 — 28 февраля 1980              | 2,06 м                            | Детройт Пистонс                   |
| ЛФ                                | 15                                | Кармело Энтони                    | 24 — 29 мая 1984                  | 2,03 м                            | Денвер Наггетс                    |
| Главный тренер: Майк Кшижевски    |                                   |                                   |                                   |                                   |                                   |